# Михайловский, Никита Александрович (баскетболист)
Никита Александрович Михайловский (род. 10 сентября 2000, Павлово, Нижегородская область) — российский баскетболист, играющий на позиции атакующего защитника.

## Карьера
Заниматься баскетболом начал в родном городе Павлово. Воспитанник баскетбольной школы «Торпедо». С 2015 года находился в клубе «Автодор». С 2017 регулярно выступал в основном составе.
В апреле 2018 года выиграл первенство ДЮБЛ и был признан MVP турнира. В мае стал самым молодым игроком плей-офф Единой лиги ВТБ, который выходил в стартовой пятерке. В июне работал в престижном лагере NBA Global Camp, а в июле отправился покорять чемпионат Европы до 18 лет. Помог сборной выйти в полуфинал турнира и завоевать путёвку на мировое первенство.
В сезоне 2017/18 выступал за «Автодор» в Единой лиге ВТБ. Сыграл 14 матчей, набрал 9 очков.
В сезоне 2018/19 игрок основного состава саратовского клуба в Единой лиги ВТБ.

## Сборная России

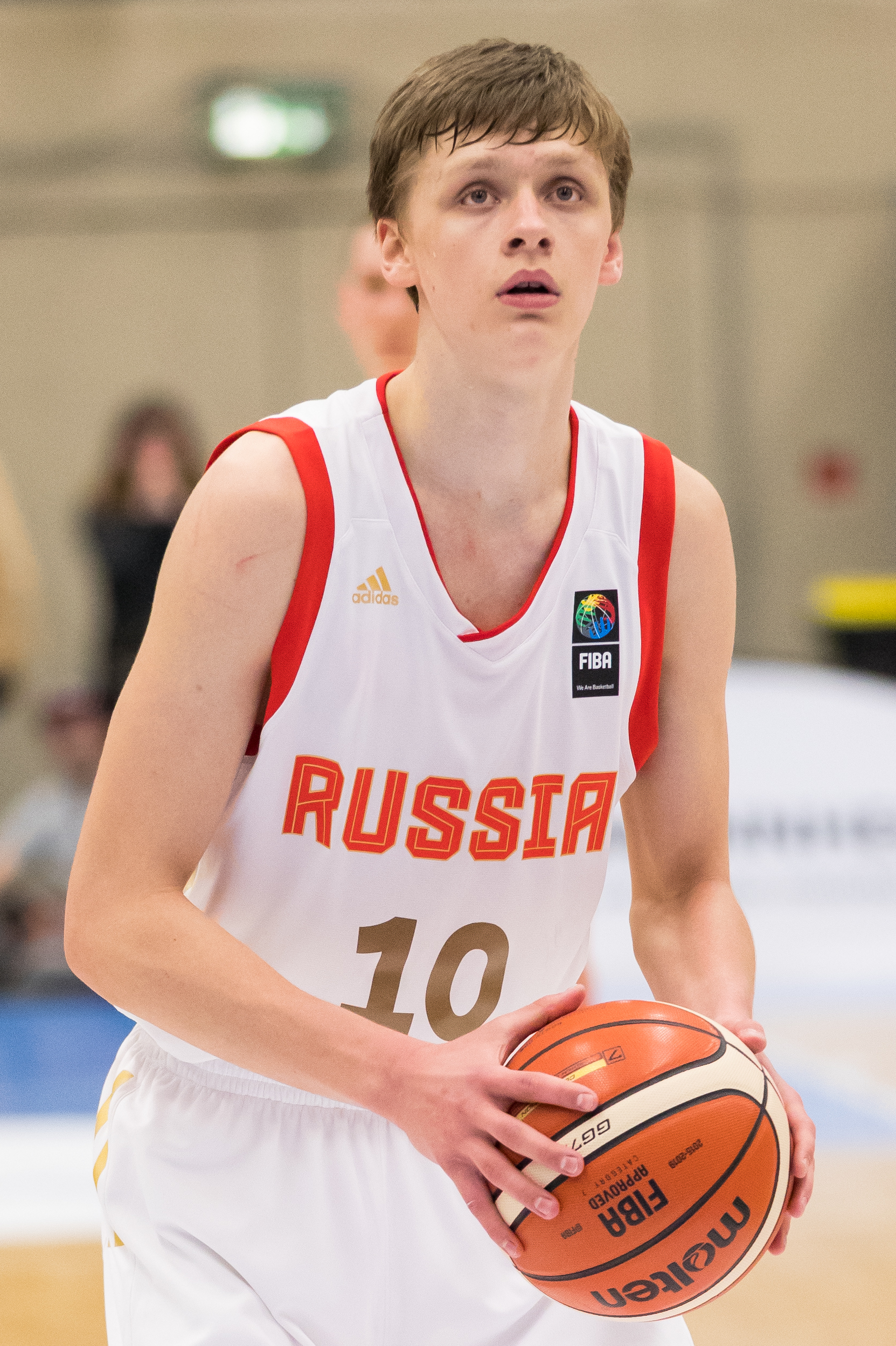
Михайловский в составе юношеской сборной России

Выступал в составе юношеской сборной России для игроков не старше 19 лет на турнире Альберта Швейцера в 2018 года в Германии. В семи матчах Михайловский в среднем набирал 17,3 очка, совершал 7,1 подбора а также 1,7 перехвата за игру. Команда заняла четвёртое место, а игрок попал в сборную турнира.
На чемпионате Европы для юношей не старше 18 лет, который проходил в Латвии в 2018 году попал в первую пятёрку турнира с показателем в 16,3 очка, 7,4 подбора и 2,1 передачи, а команда также заняла четвёртое место на турнире.
В октябре 2018 года получил первое приглашение на сбор в первую команду страны.
Выступал на юношеском чемпионате мира для игроков не старше 19 лет в 2019 году в Гераклионе, Греция. 30 июня 2019 года Михайловский набрал трипл-дабл из 20 очков, 13 подборов и 12 передач, а команда одержала победу над сборной Греции со счётом 83-75. Это был всего лишь второй трипл-дабл в истории турнира, а первый набрал в 2013 году Дарио Шарич. В составе юношеской сборной занял на турнире пятое место.
В январе 2020 года Михайловский был включён в расширенный состав сборной России на отборочные игры Евробаскета-2021.
В июне 2022 года Михайловский принял участие в Открытом лагере РФБ для кандидатов в сборную России не старше 25 лет, проходящих в возрастные рамки для участия в студенческих соревнованиях.

## Характеристики
Высокий, с длинными руками, отлично играет на подборе и доставляет немало проблем сопернику в защите. Уверенно чувствует себя в роли плеймейкера, обладает хорошим видением паркета, неплох на трёхочковой дуге.

## Достижения
- Чемпион Единой лиги ВТБ (2): 2023/2024, 2024/2025
- Чемпион России (2): 2023/2024, 2024/2025
- Чемпион ДЮБЛ: 2017/2018

## Статистика
| Сезон                                                                                   | Команда   | Лига                             | GP | GS | MPG  | FG%  | 3P%  | FT%  | RPG | APG | SPG | BPG | PPG  |  |
| 2017/18                                                                                 | Все клубы | Все лиги                         | 28 | 9  | 17,8 | 55,1 | 43,5 | 77,6 | 4,3 | 1,9 | 0,7 | 0,3 | 10,6 |  |
| 2017/18                                                                                 | Автодор-2 | Единая молодёжная лига ВТБ       | 14 | 7  | 27,7 | 58,6 | 52,8 | 79,4 | 7,4 | 3,4 | 1,1 | 0,5 | 20,3 |  |
| 2017/18                                                                                 | Автодор   | Единая лига ВТБ                  | 13 | 2  | 6,8  | 18,8 | 11,1 | 40,0 | 1,0 | 0,2 | 0,1 | 0,0 | 0,7  |  |
| 2017/18                                                                                 | Автодор   | Кубок Европы ФИБА                | 1  | 0  | 22,4 | 66,7 | 0,0  | 0,0  | 2,0 | 2,0 | 2,0 | 0,0 | 4,0  |  |
| 2018/19                                                                                 | Все клубы | Все лиги                         | 47 | 32 | 17,1 | 49,6 | 43,8 | 84,0 | 2,8 | 1,4 | 0,6 | 0,1 | 7,7  |  |
| 2018/19                                                                                 | Автодор-2 | Единая молодёжная лига ВТБ       | 5  | 5  | 30,6 | 50,0 | 41,2 | 87,8 | 6,0 | 5,6 | 1,8 | 0,4 | 21,8 |  |
| 2018/19                                                                                 | Автодор   | Единая лига ВТБ                  | 26 | 16 | 15,8 | 47,5 | 36,6 | 83,3 | 2,2 | 0,7 | 0,5 | 0,0 | 5,5  |  |
| 2018/19                                                                                 | Автодор   | Кубок Европы ФИБА                | 14 | 9  | 16,3 | 51,4 | 54,8 | 78,3 | 3,0 | 1,3 | 0,4 | 0,1 | 7,6  |  |
| 2018/19                                                                                 | Автодор   | Квалификация Лиги чемпионов ФИБА | 2  | 2  | 5,9  | 66,7 | 0,0  | 0,0  | 1,0 | 0,5 | 0,0 | 0,0 | 2,0  |  |
|                                                                                         |           | Всего                            | 75 | 41 | 17,3 | 51,9 | 43,7 | 80,8 | 3,3 | 1,6 | 0,6 | 0,1 | 8,8  |  |
| Наведите курсор мыши на аббревиатуры в заголовке таблицы, чтобы прочесть их расшифровку |           |                                  |    |    |      |      |      |      |     |     |     |     |      |  |